# Альпы (фильм)
«Альпы» (англ. Alpeis) — фильм режиссёра Йоргоса Лантимоса, снятый в 2011 году (производство Греция). Сценарий написан самим режиссёром.
Фильм был представлен публике 1 сентября 2011 года на Венецианском кинофестивале 2011 года.

## Сюжет
Это история о ночной сиделке госпиталя, которая оказывает особенные услуги семьям, потерявшим близких. Она состоит в группе, называющейся «Альпы», участники которой предлагают, за определенную плату, заменять собой недавно умерших во время визитов их скорбящих родственников…

## В ролях
- Ариана Лабед
- Джонни Векрис
- Арис Серветалис
- Аггелики Папулья

## Награды
- Золотая Озелла (лучший сценарий) — Йоргос Латимос на Венецианском кинофестивале 2011 года.